# 北朝鮮当局によって拉致された被害者等の支援に関する法律
北朝鮮当局によって拉致された被害者等の支援に関する法律（きたちょうせんとうきょくによってらちされたひがいしゃとうのしえんにかんするほうりつ、平成14年12月11日法律第143号）は、北朝鮮当局により拉致された被害者および家族に対する支援について政府および地方公共団体の責務に関する日本の法律である。
議員立法。2002年成立。

## 概要
北朝鮮当局によって拉致された日本国民として内閣総理大臣が認定した者を「政府認定拉致被害者」とされている。国に対して拉致被害者の安否確認、帰国支援等の努力義務を課すとともに、帰国した拉致被害者とその家族に対する生活基盤を再建するための支援に関して明記されている。
帰国被害者等が本邦に永住する場合の拉致被害者等給付金等の支給、国民年金の特例が規定されている。
なお、日本国政府は朝鮮民主主義人民共和国を国家承認していないため、この法律名では「北朝鮮」が正式名称である。